# جامعة حبرية
الجامعة الحبرية أو الجامعة البابويّة هي جامعة كاثوليكية أنشأها الكرسي الرسولي ويقوم بالإشراف عليه بشكل مباشر.
الجامعة الحبرية تمنح درجات علمية خاصًة في الدراسات الدينية. تحوي على عدة كليات أهمها: اللاهوت، والقانون الكنسي والفلسفة المسيحية، الدراسات الكنسيّة ودراسات الكتاب المقدس أو الكتابيّة.
الجامعات الحبرية تمنح درجات وشهادات مماثلة للتي تمنح في الجامعات الأوروبية الأخرى هذه المواضيع: شهادات بكالوريوس، ماجستير والدكتوراه.

## أبرز الجامعات الحبرية
قائمة لبعض أبزر الجامعات الحبرية في العالم:
| الجامعة                                      | صورة | المكان                           | سنة التأسيس    | ملاحظات |
| -------------------------------------------- | ---- | -------------------------------- | -------------- | --- |
| الجامعة البابوية الكاثوليكية في الأرجنتين    |      | بوينس آيرس، الأرجنتين            | تأسست عام 1958 | تحتل مقدمة الجامعات في أمريكا اللاتينية. |
| الجامعة البابوية الكاثوليكية في تشيلي        |      | سانتياغو، تشيلي                  | تأسست عام 1888 | تحتل مقدمة الجامعات في أمريكا اللاتينية. |
| جامعة لوفان الكاثوليكية                      |      | لوفان، بلجيكا                    | 1611           | منحت صفة جامعة في 28 أبريل 1611، وصنفت الجامعة حسب التصنيف الأكاديمي تحتل بين أفضل 100 جامعة في العالم. |
| الجامعة الغريغورية الحبرية                   |      | روما، إيطاليا                    | 1551           | أنشئت الجامعة على يد القديس إغناطيوس دي لويولا قبل 450 سنة مضت، وكانت هي أول جامعة يسوعية. |
| الجامعة البابوية الكاثوليكية في الجبل الأسود |      | كوتور، الجبل الأسود              | القرن 21       | تعتبر الجامعة الوطنية للكنيسة الكاثوليكية في الجبل الأسود. |
| كلية بندكت السادس عشر الحبرية                |      | نيكشيتش، الجبل الأسود            | القرن 21       | سميت الكلية بهذا الاسم تكريماً لبابا الفاتيكان الراحل بندكت السادس عشر. |
| جامعة بودغوريتسا الكاثوليكية                 |      | بودغوريتسا، الجبل الأسود         | القرن 21       | تعتبر أول جامعة بندكتية في الجبل الأسود |
| جامعة ستنيي الكاثوليكية                      |      | ستنيي، الجبل الأسود              | القرن 21       | تعتبر أول جامعة ساليزيانية في الجبل الأسود |
| الجامعة الكاثوليكية في البرتغال              |      | لشبونة، البرتغال                 | 1967           | صنفت الجامعة حسب التصنيف الأكاديمي تحتل بين أفضل 500 جامعة في العالم. |
| جامعة كومياس الحبرية                         |      | مدريد، إسبانيا                   | 1890           | يديرها اليسوعيون، تصنّف كليّة الحقوق التابعة للجامعة كأفضل 5 كليات حقوق في إسبانيا، وذلك حسب التصنيف الذي قامت به صحيفة الوطنية؛ وتحتل كليّة كليات الهندسة الصناعية المرتبة الرابعة على مستوى إسبانيا، أمّا كليّة الشؤون الإجتماعية فهي في المركز الثالث على مستوى المملكة. |
| جامعة القديس يوسف                            |      | بيروت، لبنان                     | تأسست عام 1875 | تحتل مرتبة ثاني أفضل الجامعات في لبنان، وفي مقدمة جامعات الشرق الأوسط. |
| كلية سانت باتريك الحبرية                     |      | ماينوث، جمهورية أيرلندا          | 1795           | فيها معهد لتدريس طلبة الكهنوت، تعتبر كلية سانت باتريك الجامعة الوطنية للكنيسة الكاثوليكية في جمهورية أيرلندا. |
| جامعة القديس طوماس                           |      | مانيلا، الفلبين                  | 1611           | يدير الدومينيكان جامعة سانتو توماس في والتي تعد من أفضل الكليات والجامعات في العالم وذلك وفقًا للتصنيف الأكاديمي لجامعات العالم. |
| جامعة يوحنا بولس الثاني الحبرية              |      | كراكوف، بولندا                   | 1981           | تدرّس الجامعة عدة مواضيع أبرزها الفلسفة واللاهوت وتاريخ الكنيسة. |
| الجامعة الكاثوليكية الأمريكية                |      | واشنطن العاصمة، الولايات المتحدة | 1887           | تعتبر الجامعة الوطنية للكنيسة الكاثوليكية في الولايات المتحدة. |